# Laid Bessou
Laid Bessou (Sétif, 5 februari 1976) is een Algerijns voormalig atleet, die gespecialiseerd was in de 3000 m steeple. Hij nam eenmaal deel aan de Olympische Spelen en behaalde bij die gelegenheid geen medaille.

## Biografie
Bessou nam in 2000 deel aan de Olympische Spelen in Sydney. Hij kon zich kwalificeren voor de finale van de 3000 meter steeple waarin hij elfde eindigde. In datzelfde jaar behaalde Bessou de zilveren medaille op de Afrikaanse kampioenschappen.

## Persoonlijke records
| Onderdeel      | Prestatie | Datum            | Plaats            |
| -------------- | --------- | ---------------- | ----------------- |
| 1000 m         | 2.35,91   | 3 juli 2009      | Metz              |
| 1500 m         | 3.38,79   | 3 september 2000 | Rieti             |
| 3000 m         | 7.46,07   | 10 juni 2000     | Turijn            |
| 5000 m         | 13.41,04  | 13 juni 1999     | Villeneuve d'Ascq |
| 2000 m steeple | 5.20,42   | 27 augustus 2000 | Padua             |
| 3000 m steeple | 8.10,23   | 18 augustus 2000 | Monaco            |
| 10 km          | 30.58     | 1 januari 2006   | Houilles          |

Indoor
| Onderdeel | Prestatie | Datum           | Plaats    |
| --------- | --------- | --------------- | --------- |
| 3000 m    | 7.59,12   | 7 februari 1999 | Stuttgart |

## Palmares

### 3000 m steeple
- 1997:  Pan-Arabische kampioenschappen - 8.57,90
- 1998: 4e Afrikaanse kampioenschappen - 8.32,71
- 1999: 4e in series WK - 8.20,17
- 1999: 6e All-Africa Games - 8.48,93
- 2000:  Afrikaanse kampioenschappen - 8.35,89
- 2000: 11e OS - 8.33,07
- 2001: 9e in series WK - 8.33,40
- 2001:  Middellandse Zeespelen - 8.35,32

### Veldlopen
- 1998: 25e WK korte afstand - 11.26
- 1999: 17e WK korte afstand - 13.00
- 2000: 9e WK korte afstand - 11.34